# VK Weerde
VK Weerde was een Belgische voetbalclub uit Weerde. De club was aangesloten bij de KBVB met stamnummer 6354 en had geel, groen en zwart als kleuren.

## Geschiedenis
De club sloot zich rond 1960 aan bij de Belgische Voetbalbond. Weerde speelt er in de provinciale reeksen.

## Resultaten
Verschillende seizoenen na elkaar eindigde VK Weerde in de degradatiezone van de 3e provinciale reeks. Ze konden weliswaar steeds standhouden en in het seizoen 2013-14 behaalden ze een mooie 7e plaats.
Na een tegenvallend seizoen 2023/24 werd beslist de club op te heffen.

### Tabel
Onderstaande tabel geeft enkel de resultaten weer vanaf het seizoen 2009/10.
| Seizoen | Klasse | Klasse | Klasse | Klasse | Klasse | Klasse | Klasse | Klasse | Reeks            | Punten | Opmerkingen                       |
|         | I      | II     | III    | IV     | P.I    | P.II   | P.III  | P.IV   |                  |        |                                   |
| ------- | ------ | ------ | ------ | ------ | ------ | ------ | ------ | ------ | ---------------- | ------ | --------------------------------- |
| 2009/10 |        |        |        |        |        |        | 14     |        | 3e Prov. E Brab. | 30     |                                   |
| 2010/11 |        |        |        |        |        |        | 14     |        | 3e Prov. E Brab. | 25     |                                   |
| 2011/12 |        |        |        |        |        |        | 13     |        | 3e Prov. E Brab. | 23     |                                   |
| 2012/13 |        |        |        |        |        |        | 12     |        | 3e Prov. E Brab. | 33     |                                   |
| 2013/14 |        |        |        |        |        |        | 7      |        | 3e Prov. E Brab. | 39     |                                   |
| 2014/15 |        |        |        |        |        |        | 10     |        | 3e Prov. E Brab. | 40     |                                   |
| 2015/16 |        |        |        |        |        |        | 15     |        | 3e Prov. D Brab. | 18     | Degradatie na voorlaatste plaats  |
| 2016/17 |        |        |        |        |        |        |        | 6      | 4e Prov. D Brab. | 55     |                                   |
| 2017/18 |        |        |        |        |        |        |        | 7      | 4e Prov. D Brab. | 42     |                                   |
| 2018/19 |        |        |        |        |        |        |        | 13     | 4e Prov. D Brab. | 24     |                                   |
| 2019/20 |        |        |        |        |        |        |        | 3      | 4e Prov. D Brab. | 44     |                                   |
| 2020/21 |        |        |        |        |        |        |        | -      | 4e Prov. E Brab. | -      | Seizoen geschrapt wegens Covid-19 |
| 2021/22 |        |        |        |        |        |        |        | 6      | 4e Prov. E Brab. | 42     |                                   |
| 2022/23 |        |        |        |        |        |        |        | 4      | 4e Prov. C Brab. | 67     |                                   |
| 2023/24 |        |        |        |        |        |        |        | 15     | 4e Prov. D Brab. | 0      | Algemeen forfait                  |

## Bekende spelers
- Eric Viscaal